# Aculepeira armida

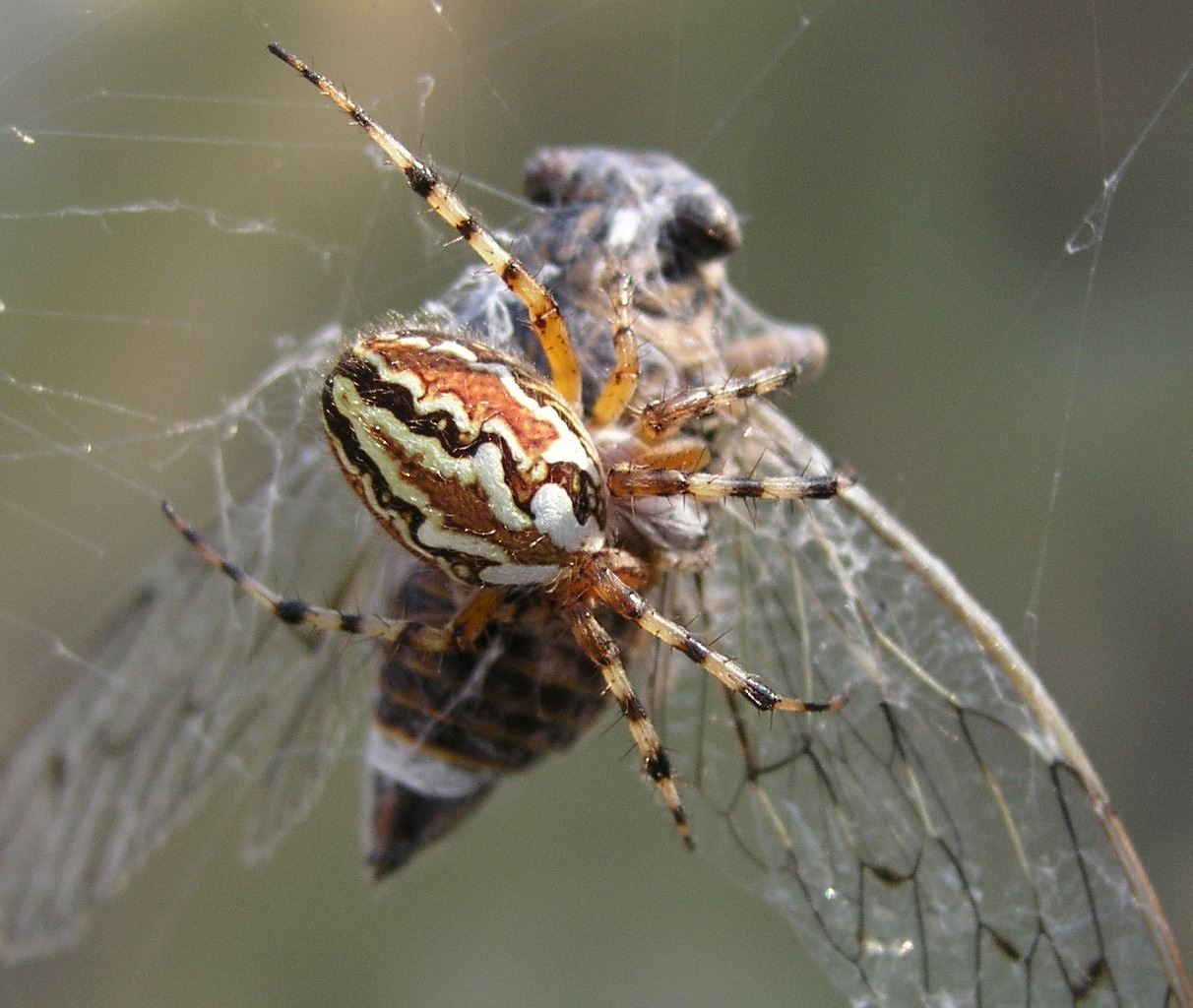
Aculepeira armida

Aculepeira armida, también conocida como Araña de hoja de roble o Araña orbitela, es una araña de la familia Araneidae.

## Descripción

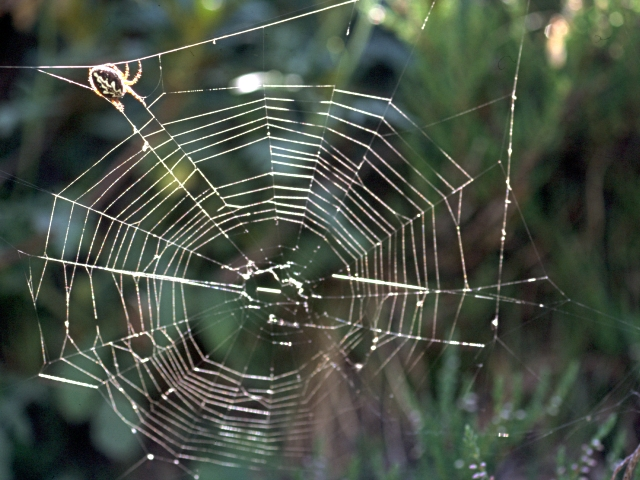
Aculepeira armida

Estas arañas apenas superan un centímetro de tamaño. Presentan un dibujo característico en el abdomen donde una mancha blanca lobulada con forma de hoja de roble con el contorno negro, envuelve una cadena de manchas y rayas oscuras. Por los laterales y la zona inferior, muestran una conspicua vellosidad. El cefalotórax es de color pardo rojizo.
Construyen redes circulares con entre 20 y 30 radios, y suelen permanecer al acecho de sus presas en uno de los extremos. Cuando un insecto cae en la telaraña, la araña lo pica rápidamente varias veces y lo deja envuelto en un capullo de seda a la espera de ser consumido.

## Distribución
Se extienden por toda la región Paleártica: Eurasia y Norteamérica.